# Hoogste ambten in het Verenigd Koninkrijk
De Hoogste ambten in het Verenigd Koninkrijk (Great Offices of State) zijn de vier oudste en prestigieuze ambten in het Britse parlement, met name:
1. de Prime Minister of premier (eerste minister)
2. Chancellor of the Exchequer of Minister van Financiën
3. Foreign Secretary of Minister van Buitenlandse Zaken
4. Home Secretary of Minister van Binnenlandse Zaken

Sinds juli 2024 zijn dit respectievelijk: Keir Starmer, Rachel Reeves, Yvette Cooper en David Lammy. Volgens de traditie zal de Eerste Minister als hij zijn kabinet voorstelt na verkiezingen of bij een herschikking, de volgende volgorde aanhouden: de Chancellor, de Foreign Secretary en de Home Secretary, gevolgd door de overige leden.

## Oorsprong
De twee eerste ambten dateren uit de 13de eeuw en werden aanvankelijk door dezelfde persoon uitgevoerd. Later werd de post opgesplitst in Lord Treasurer (beheer van de schatkist) en Chancellor of the Exchequer (begroting). De eerste kreeg de naam: First Lord of the Treasury. Sir Robert Walpole is de eerste met die titel (1721).
De twee andere titels werden ingevoerd in 1782.
James Callaghan is de enige politicus naar uitgeven alle vier titels op verschillend tijden.

## Vijfde titel
Lord Chancellor. In het Verenigd Koninkrijk, bestond er geen echte scheiding tussen de wetgevende en rechterlijke macht. De Constitutional Reform Act 2005, probeerde hier een oplossing aan te geven. Een wet ter hervorming van Justitie, conform met het Europees Verdrag voor de Rechten van de Mens.
Sinds 2007 is er een nieuwe titel: Secretary of State for Justice. In 25 oktober 2022 zijn de titel Lord Chancellor en Secretary of State for Justice verenigd in de persoon van Dominic Raab, later opgevolgd door Shabana Mahmood.

## Schotland
De Scotland Act 1998 bakent de wettelijke bevoegdheden van het Schots Parlement af, duidelijk stipulerend, welke bevoegdheden "gereserveerd" zijn voor het Parlement van het Verenigd Koninkrijk. De eerste vergadering van het Schots Parlement vond plaats op 12 mei 1999. Aan het hoofd van de Schotse regering staat een Eerste Minister (First Minister of Scotland) en behoort niet tot de officiële Hoogste ambten in het Verenigd Koninkrijk.

## Opmerking
Er is een verschil tussen de Hoogste ambten in het Verenigd Koninkrijk en de Hoogste ambtenaren in het Verenigd Koninkrijk.